# ГЕС Чаковець
ГЕС Чаковець — гідроелектростанція на півночі Хорватії на річці Драва. Середня серед станцій дравського каскаду на території Хорватії, знаходиться між ГЕС Вараждин (вище по течії) та ГЕС Дубрава.
Під час будівництва станції, введеної в експлуатацію у 1982 році, річку перекрили бетонною греблею. Створений нею підпір призвів до появи витягнутого на 21 км сховища із об'ємом 10,5 млн м3, з якого вода відводиться у короткий дериваційний канал. На його середині розташована будівля машинного залу, після чого відпрацьована вода повертається до Драви. Всього при спорудженні комплексу ГЕС здійснили земляні роботи в обсязі 5,6 млн м3, використали 109 тис. м3 бетону та облаштували 403 тис. м2 асфальтового облицювання.
Машинний зал обладнано двома бульбовими турбінами потужністю по 38 МВт, які працюють при напорі у 17,5 метра. На початку 2010-х років виробництво електроенергії на ГЕС Чаковець коливалось від 308 до 427 млн кВт-год.
Управління станцією здійснюється з диспетчерського центру дравського каскаду у Вараждині.